# وارتوهی آلکسانیان
وارتوهی آلکسانیان (ارمنی: Վարդուհի Ալեքսանյան؛ انگلیسی: Varduhi Aleksanyan؛ ۲۴ ژوئیهٔ ۱۹۸۴) مجری تلویزیون و رقصنده ارمنستان است.

## زندگی‌نامه
وی در ۲۴ ژوئن ۱۹۸۴ در ایروان به دنیا آمد و از انستیتو دولتی فرهنگ سلامت و ورزش فارغ‌التحصیل گشت 